# 24121 Achandran
24121 Achandran este un asteroid din centura principală de asteroizi.

## Descriere
24121 Achandran este un asteroid din centura principală de asteroizi. A fost descoperit pe 3 noiembrie 1999 la Socorro, New Mexico, în cadrul proiectului LINEAR. Asteroidul prezintă o orbită caracterizată de o semiaxă mare de 2,87 ua, o excentricitate de 0,00 și o înclinație de 1,5° în raport cu ecliptica.